# Witalij Ljutkewytsch
Witalij Wiktorowytsch Ljutkewytsch (ukrainisch Віталій Вікторович Люткевич, russisch Виталий Викторович Люткевич Witali Wiktorowitsch Ljutkewitsch; * 4. April 1980 in Kiew, Ukrainische SSR, Sowjetunion) ist ein ukrainischer Eishockeyspieler, der seit 2013 bei Molot-Prikamje Perm in der Wysschaja Hockey-Liga unter Vertrag steht.

## Karriere
Witalij Ljutkewytsch begann seine Karriere als Eishockeyspieler in der Nachwuchsabteilung des HK Dynamo Moskau, für dessen zweite Mannschaft er in der Saison 1998/99 sein Debüt in der Wysschaja Liga, der zweiten russischen Spielklasse, gab. Anschließend verbrachte der Verteidiger je eine Spielzeit in der Superliga beim HK Awangard Omsk und Neftechimik Nischnekamsk, ehe er im Laufe der Saison 2001/02 zum Zweitligisten HK Sibir Nowosibirsk wechselte, mit dem er in den Playoffs den Aufstieg in die Superliga erreichte. Dennoch verließ der Ukrainer den Verein und kehrte zu seinem Ex-Club Dynamo Moskau zurück, bei dem er sich jedoch nicht durchsetzen konnte und bis auf vier Einsätze in der Superliga nur für die zweite Mannschaft der Hauptstädter in der drittklassigen Perwaja Liga auf dem Eis stand.
Von 2003 bis 2005 spielte Ljutkewytsch für Olimpija Kirowo-Tschepezk, den HK MWD Twer und Neftjanik Leninogorsk in der Wysschaja Liga. Anschließend nahm ihn der HK Keramin Minsk unter Vertrag, mit dem er in der Saison 2007/08 die belarussische Meisterschaft gewann. Zudem wurde er mit dem Team 2007 Vizemeister und wurde in der Saison 2005/06 in das zweite All-Star Team der Extraliga gewählt. Nach einer Spielzeit beim HK Sokol Kiew aus seiner ukrainischen Heimat, der in der russischen Wysschaja Liga antrat, unterschrieb der Linksschütze zur Saison 2009/10 beim HK Dinamo Minsk, für den er in 20 Spielen in der Kontinentalen Hockey-Liga eine Vorlage gab. Parallel wurde er mit Minsks Farmteam HK Schachzjor Salihorsk in Belarus Vizemeister. Im Mai 2010 unterschrieb er zunächst einen Vertrag beim neu gegründeten KHL-Teilnehmer HK Budiwelnik Kiew. Nachdem dieser aufgrund von Verzögerungen bei der Stadionrenovierung den Spielbetrieb in der KHL nicht aufnehmen konnte, blieb der Ukrainer in Belarus beim HK Schazjor Salihorsk.
Zur Saison 2011/12 kehrte Ljutkewytisch in seine ukrainische Heimat zurück und unterschrieb einen Vertrag beim HK Donbass Donezk aus der Wysschaja Hockey-Liga. In der folgenden Saison spielte er für die zweite Mannschaft von Donbass in der ukrainischen PHL. 2013 wurde die zweite Mannschaft aufgelöst. Seither spielt Ljutkewytsch in der Wysschaja Hockey-Liga bei Molot-Prikamje Perm.

### International
Für die Ukraine nahm Ljutkewytsch an den Weltmeisterschaften der Division I 2008, 2009, 2011, 2012 und 2013 sowie den Weltmeisterschaften der Top-Division 2001, 2005 und 2007 teil. Des Weiteren stand er im Aufgebot seines Landes bei der Qualifikation zu den Olympischen Winterspielen 2010 in Vancouver und 2014 in Sotschi.

## Erfolge und Auszeichnungen
- 2002 Aufstieg in die Superliga mit dem HK Sibir Nowosibirsk
- 2007 Belarussischer Vizemeister mit dem HK Keramin Minsk
- 2007 Extraliga Second All-Star Team
- 2008 Belarussischer Meister mit dem HK Keramin Minsk
- 2009 Spengler-Cup-Gewinn mit dem HK Dinamo Minsk
- 2010 Belarussischer Vizemeister mit dem HK Schachzjor Salihorsk
- 2013 Aufstieg in die Division I, Gruppe A, bei der Weltmeisterschaft der Division I, Gruppe B
- 2013 Ukrainischer Meister mit dem HK Donbass Donezk

## Statistik
(Stand: Ende der Saison 2012/13)